# هاندي لينكس
هاندي لينكس هي توزيعة لينكس أنجلوسفير، وهي للناطقون بالفرنسية من عائلة دبيان.
يوجه هاندي لينكس إلى مبتدئي الإعلاميات لكي يتعلموا استعمال حواسبهم بطرق سهلة.

## أصل التسمية
هاندي  هي كلمة إنجليزية وتعني متوفر ، ومتاح، وقد اختير هذا الاسم لتحديد نظام تشغيل سهل التعلم.

## سطح المكتب
سطح المكتب الافتراضي هو بالواجهة الرسومية إكسفس.

## وصلات خارجية
- الموقع الرسمي لتوزيعة handy Linux .